# Природин, Пётр Пантелеевич
Пётр Пантелеевич Природин (2 ноября 1953, Челябинск, РСФСР, СССР — 23 сентября 2016, Москва, Россия) — советский хоккеист, нападающий, мастер спорта СССР.

## Биография
Воспитанник хоккейной школы клуба «Трактор» (Челябинск), в составе которого в 1969—1976 годах выступал в чемпионатах СССР. В первый раз вышел на поле в игре против ЦСКА в возрасте 16 лет и 91 дня, став самым молодым хоккеистом «Трактора» по возрасту на момент дебюта в команде мастеров. За всё время выступлений за команду «Трактор» Пётр Природин забросил 53 шайбы в матчах чемпионата СССР и 10 шайб в матчах за Кубок СССР.
В 1976—1982 годах Пётр Природин выступал за команду «Динамо» (Москва), забросив 138 шайб в матчах чемпионата СССР. За это время в составе своей команды он четыре раза становился серебряным призёром и два раза — бронзовым призёром чемпионата СССР. В сезоне 1978—1979 годов он установил рекорд клуба по количеству очков по системе «гол + пас» (62 очка), заодно став лучшим снайпером чемпионата (32 заброшенных шайбы). Два раза вместе со своими партнёрами по тройке нападающих Пётр Природин становился обладателем приза «Три бомбардира» — в 1977 году (вместе с Александром Мальцевым и Александром Голиковым, 77 шайб) и в 1979 году (вместе с Владимиром Голиковым и Александром Голиковым, 82 шайбы).
В 1982—1985 годах Пётр Природин выступал за команду «Динамо» (Рига), забросив за это время 45 шайб в матчах чемпионата СССР.
В сборной СССР провёл 11 матчей, забросив 8 шайб в ворота соперников. В составе сборной участвовал в турнирах на призы газеты «Известия» в 1976 и 1978 годах (3 и 4 матча, соответственно), а также сыграл в четырёх товарищеских матчах.
Член Клуба Всеволода Боброва, в зачёт которого вошли 259 заброшенных шайб: 235 в чемпионате СССР, 16 в играх на Кубок СССР, и 8 в матчах за сборную СССР.
Пётр Природин скончался после непродолжительной болезни 23 сентября 2016 года в Москве.

## Достижения
- Серебряный призёр чемпионата СССР — 1977, 1978, 1979, 1980[4].
- Бронзовый призёр чемпионата СССР — 1981, 1982[4].
- Финалист Кубка СССР — 1979[4].
- Член Клуба Всеволода Боброва (259 голов, 44-е место)[8].